# Păsăreni
Păsăreni ou Backamadaras en hongrois (autrefois Bacicamădărăș) est une commune roumaine du județ de Mureș, dans la région historique de Transylvanie et dans la région de développement du Centre.

## Géographie
La commune de Păsăreni est située au centre du județ, sur la Niraj, sur le Plateau de Târnava, à 18 km au sud-est de Târgu Mureș, le chef-lieu du județ.
La municipalité est composée des trois villages suivants (population en 2002) :
- Bolintineni (234) ;
- Gălățeni (768) ;
- Păsăreni (918), siège de la municipalité.

## Histoire
La première mention écrite du village date de 1392, sous le nom de Bachka Madaras.
La commune de Păsăreni a appartenu au royaume de Hongrie, puis à l'empire d'Autriche et à l'Empire austro-hongrois.
En 1876, lors de la réorganisation administrative de la Transylvanie, elle a été rattachée au comitat de Maros-Torda.
La commune de Păsăreni a rejoint la Roumanie en 1920, au traité de Trianon, lors de la désagrégation de l'Autriche-Hongrie. Après le deuxième arbitrage de Vienne, elle a été occupée par la Hongrie de 1940 à 1944, période durant laquelle sa petite communauté juive fut exterminée par les Nazis. Elle est redevenue roumaine en 1945.

## Politique
Le conseil municipal de Păsăreni compte 11 sièges de conseillers municipaux. À l'issue des élections municipales de juin 2008, Zoltán Turbák (UDMR) a été élu maire de la commune.
| Parti                                      | Nombre de conseillers |
| ------------------------------------------ | --------------------- |
| Union démocrate magyare de Roumanie (UDMR) | 6                     |
| Parti Civique Hongrois                     | 4                     |
| Candidat Indépendant                       | 1                     |

## Religions
En 2002, la composition religieuse de la commune était la suivante :
- Réformés, 64,06 % ;
- Unitariens, 18,38 % ;
- Chrétiens orthodoxes, 5,83 % ;
- Catholiques romains, 3,54 %;
- Adventistes du septième jour, 3,48 % ;
- Catholiques grecs, 0,98 %.

## Démographie
En 1910, la commune comptait 229 Roumains (8,16 %), 2 524 Hongrois (89,98 %) et 12 Allemands (0,43 %).
En 1930, on recensait 437 Roumains (17,15 %), 2 065 Hongrois (81,04 %), 4 Juifs (0,16 %) et 41 Tsiganes (1,61 %).
En 2002, 114 Roumains (5,93 %) côtoient 1 618 Hongrois (84,27 %) et 187 Tsiganes (9,73 %). On comptait à cette date 837 ménages et 1 013 logements.
| 1850  | 1880  | 1900  | 1910  | 1930  | 1956  | 1977  | 1992  | 2002  |
| ----- | ----- | ----- | ----- | ----- | ----- | ----- | ----- | ----- |
| 1 975 | 2 241 | 2 551 | 2 805 | 2 548 | 2 836 | 2 515 | 2 073 | 1 920 |

| 2007  | - | - | - | - | - | - | - | - |
| ----- | - | - | - | - | - | - | - | - |
| 1 763 | - | - | - | - | - | - | - | - |

## Économie
L'économie de la commune repose sur l'agriculture.

## Communications

### Routes
La commune est située sur la route régionale DJ151 qui relie Acățari et Miercurea Nirajului.

### Voies ferrées
Păsăreni est desservie par la ligne de chemin de fer Blaj-Praid qui dessert également Târnăveni et Sovata.

## Lieux et monuments
- Păsăreni, église réformée de 1818.

- Gălățeni, église unitarienne du XVe siècle avec des fresques de 1607.